# Hesperella lopatini
Hesperella lopatini là một loài bọ cánh cứng trong họ Chrysomelidae. Loài này được Takizawa miêu tả khoa học năm 2005.